# آن ناردولي
آن ناردولي (بالإنجليزية: Ann Nardulli)‏ هي طبيبة أمريكية متخصصة في علمِ الغددِ الصمِّ عُرفت لبحثها عن دور هرمون الإستروجين في سرطان الثدي. ولدت في موريسون في إلينوي، درست في جامعة نورثرن إلينوي المرحلة الابتدائية ثُم أكملت تعليمها وحصلت على درجة الماجستير والدكتوراة من جامعة إلينوي في أوربانا شامبين، حيث قضت بقية حياتها المهنية. درست في البداية في مختبر الدكتورة بينيتا كاتزينيلنبوجين، وأصبحت في نهاية المطاف أستاذة في قسم علم وظائف الأعضاء الجزيئية والتكاملية. توفيت بسبب السرطان في عام 2018 عن 69 سنة.

## روابط خارجية
آن م. ناردولي، عضو هيئة التدريس (أرشفة) في كلية U of I للبيولوجيا الجزيئية والخلوية